# Roxas (La Paragua)
Roxas es una municipalidad en la provincia de Palawan, en Filipinas. De acuerdo con el censo de 2000, tiene una población de 47,242 habitantes en 9,435 hogares.

## Barangays
Roxas está subdividido políticamente en 31 barangays:
| - Abaroan - Antonino - Bagongbayán (Bagong Bayan) - Caramay - Dumarao - Iraan - Jolo - Magara (Arasan) - Malcampo - Mendoza - Narra (Minara) | - New Barbacan (Retac) - New Cuyo - Barangay 1 (Pob.) - Rizal - Salvación - San Isidro - San Jose - San Miguel - San Nicolas - Sandoval | - Tagumpay - Taradungán - Tinitian - Tumarbong - Barangay II (Pob.) - Barangay III (Pob.) - Barangay IV (Pob.) - Barangay V Pob. (Porao Islan - Barangay VI Pob. (Johnson Is - Nicanor Zabala |

## Historia
El 15 de mayo de 1951, los barrios de Tinitian, Caramay, Rizal, Del Pilar, Malcampo, Tumarbong, Taradungan, Ilian, y Capayas, hasta entonces pertenecientes al municipio de Puerto Princesa pasan a formar el nuevo municipio de Roxas, cuya se sede se sitúa en el sitio de   Barbacan en el barrio Del Pilar.